# Clytiomya dupuisi
Clytiomya dupuisi là một loài ruồi trong họ Tachinidae.